# Stefan Berggren
Stefan Berggren, född 11 september 1967, är en svensk före detta professionell ishockeyspelare (forward).

## Karriär
Berggren spelade en match för Luleå HF i Elitserien 1986/1987. Följande säsong gjorde han 19 poäng på 32 matcher för Bergnäsets IF i Division I. Därefter spelade Berggren säsongerna 1988/1989 och 1989/1990 för Bodens IK i Division I och gjorde då 39 poäng på 55 matcher. 
Säsongen 1990/1991 spelade Berggren återigen för Bergnäsets IF, denna gången i Division II och gjorde då 24 poäng på 22 matcher. Följande säsong gjorde han åtta poäng på 22 matcher för Piteå HC i Division I.